# Oceano Andrade da Cruz
Oceano Andrade da Cruz és un futbolista portugués ja retirat nascut a l'illa de São Vicente, Cap Verd. La seua família va emigrar des de les illes de Cap Verd fins a Portugal quan era un xiquet.

## Carrera esportiva
Va començar la seua carrera en l'Almada, abans de militar al CD Nacional, on va destacar, la qual cosa va cridar l'atenció del Sporting de Lisboa. Va estar des del 1982 fins al 1990 al club lisboeta, repetint en una segona etapa entre 1994 i 1998. Tot i que era un dels símbols del club, tan sols va poder guanyar una Copa. A la lliga espanyola, va jugar amb la Reial Societat de la temporada 90/91 la temporada 93/94. La seua darrera campanya en actiu va ser la 98/99 a les files del Toulouse francès.
Amb la selecció portuguesa de futbol va disputar fins a 54 partits, marcant 8 gols. La seua primera aparició va ser el gener de 1985 contra Romania, i el seu darrer partit, a l'abril de 1998 contra Anglaterra. Només va gaudir de continuïtat durant els anys 90, i fou un dels capitans del combinat portuguès que va acudir a l'Eurocopa de 1996, a Anglaterra. Després de la seua retirada, Oceano ha continuat lligat a la selecció del seu país, desenvolupant càrrecs tècnics.